# Petronell (zámek)
Zámek Petronell (také Zámek Traun) je zámek v městyse Petronell-Carnuntum v okrese Bruck an der Leitha v rakouské spolkové zemi Dolní Rakousy.

## Historie
Středověký vodní zámek (neznámého vzhledu) Petronell postavil v letech 1660 až 1667 Domenico Carlone (asi 1615–1679) čtyřkřídlový zámek pro rodinu Abensperg-Traun ve stylu raného baroka.
Podivnou stavbou byla pevnost z Magistri Comacini italských rukou bratry Ambrosius (asi 1614–1682) a Giorgio Regondi (1616–1681), kameničtí mistři z císařského kamenolomu, kteří dostali velké zakázky. Císařský kámen byl použitý pro vnější schodiště, "dva sloupy nesoucí věž", okenní ostění, balustrádu, … Nakonec kámen pro hlavní průčelí. Zde pracovali štukatéři Giovanni Castello a Giovanni Piazolli, malíř fresek Carpoforo Tencalla (1623–1685), polír Marcello Ceresola. Thadeo Piro, pro malby a nátěry dveří v sala terrena, stavitel Carlo Canevall vedl stavbu až do konce.
V roce 1683 zámek podlehl při požáru založeném Turky, ale po roce 1690 za Ottu Ehrenreicha I. z Abensperg a Traunu (1644–1715) byl zámek opět vybudován. Částečně zničené fresky restauroval „Johann Bernhard von Weilern“.
V letech 1830 až 1850 bylo nově provedeno vnější průčelí a také, ale menší dvorní průčelí. Vnitřní prostory byly změněny a velká část oken byla v letech 1830–1850 změněna a vyměněna.
Zámek byl po 17 generací v rodinném majetku a v roce 2006 byl prodán soukromému investorovi.
Zámek je třípatrová budova kolem velkého dvora s vnějším schodištěm, v rozích jsou osmiúhelníkové věžemi. Do nádvoří zámku se vstupuje po zděném mostu, přes barokní kamenný portál. Vnější schodiště (mezi hodinami ve věži s kuželovou střechou). Ze schodiště je přístup do velké slavnostní síně (360 metrů čtverečních). Mezi zvláštní památky patří zejména fresková výzdoba síně, sala terrena, zlatá síň předků a lovecký pokoj.

## Dnešní vývoj
Nyní je zámek vysokým nákladem opraven a má se stát turisticky navštěvovaným místem. Prohlídka však po dobu stavebních prací není nyní možná, stane se tak po roce 2010.
Zámek byl v devadesátých letech vyhledávanou kulisou pro filmy jako "Kateřina Veliká" a "Tři mušketýři". Také zde byl natáčen Korunní princ Rudolf (1858–1889) a Omar Sharif (1932–2015) a Klaus Maria Brandauer (* 1944).